# Пођо дел Кастањо (Витербо)
Пођо дел Кастањо је насеље у Италији у округу Витербо, региону Лацио.
Према процени из 2011. у насељу је живело 53 становника. Насеље се налази на надморској висини од 171 м.